# Cutrofiano
Cutrofiano (Salentino: Cutrufiànu; Griko: Κουτρουφιάνα translit. Kutrufiàna) es una localidad italiana de la provincia de Lecce, región de Apulia, con 9.245 habitantes.
Desde 2007 es parte de la Unión de los pueblos de la Grecía Salentina, aunque en Cutrofiano no se habla el idioma griko desde casi un siglo y medio.
Cutrofiano es conocido para el procesamiento de la terracota.

## Geografía física

### Territorio
El territorio de Cutrofiano se encuentra  en la zona central de la provincia, a aproximadamente 32 km de la capital de provincia Lecce. Ocupa una superficie de 55,72 km². La altura mínima es de 65 metros, mientras la máxima llega a 119 metros.
Il territorio comunal limita al norte con los comunes de Sogliano Cavour y Galatina, al este con Corigliano d'Otranto, Maglie, Melpignano y Scorrano, al sur con Supersano y Collepasso, al oeste con Aradeo y Neviano.

### Clima
Cutrofiano es parte del bajo Salento, que tiene un clima mediterráneo, con inviernos suaves y veranos cálidos y húmedos. La temperatura más baja que generalmente se encuentra es de +5 °C, y la más alta es de +40 °C.

## Etimología del nombre
El origen del nombre probablemente hace referencia  a los objetos de terracota que se solía hacer en pasado, los cutrubbi, recipientes de arcilla (del griego kutra, que significa jarrón) cuyo nombre dio el nombre de Cutrubbiano al pueblo, que posteriormente fue renombrado Cutrofiano.

## Historia
Cutrofiano fue el único pueblo, de un grupo de casales medievales, que sobrevivió a los ataques de los Turcos.
Gracias a su cercanía con un pantano, el pueblo utilizó la arcilla desde los tiempos más remotos: la industria cerámica está documentada, además de los productos de terracota encontrados en pueblos, de una caldera romana que surgió durante una excavación.
En el siglo XVII, una vez que se acabó el miedo de los Turcos, Cutrofiano empezó su expansión. Las tiendas de cerámica formaron un conjunto muy importante. En los años 1745-1750, Cutrofiano tenía aproximadamente 650 habitantes y 150 de ellos vivían de la industria cerámica.
Cutrofiano fue parte del contado de Soleto desde 1319, entrando así en las grandísimas posesiones de los Balzo-Orsini, príncipes de Taranto y Conti de Lecce. En 1484 el pueblo fue dejado de la Corona aragonesa a los Del Doce-Capece, que en 1664 lo encargaron a los parientes Filomarini, que lo tuvieron hasta 1806, cuando el feudalismo fue suprimido.
Un caso peculiar, que hace referencia ala sedición feudal, fue el de la selva de Cutrofiano, que era parte del grande bosque mediterráneo que en pasado cubría el bajo Salento. Se extendía por 716 hectáreas y era la fuente principal  de la comisión de madera que alimentaba las calderas para la producción de terracota.

## Sociedad

### Evolución demográfica
| Gráfica de evolución demográfica de Cutrofiano entre 1861 y 2001 |
|                                                                  |
| Fuente ISTAT - elaboración gráfica de Wikipedia                  |

### Dialecto
El dialecto hablado en Cutrofiano es el dialecto salentino en su variante meridional. El dialecto salentino está lleno de influencias que se deben a las dominaciones que se han seguido por siglos: mesapios, griegos , romanos, bizantinos, longobardos, normandos, albaneses, franceses y españoles.